# Praise-God Barebone
Praise-God Barebone (diz-se que foi batizado, Unless-Jesus-Christ-Had-Died-For-Thee-Thou-Hadst-Been-Damned Barebone, o sobrenome também escrito Barbon ou Barbone; c. 1598 – 1679) foi um pregador, vendedor de couro e quintomonarquista inglês. É mais conhecido por dar seu nome ao Parlamento de Barebone da Comunidade da Inglaterra em 1653.

## Juventude
Pouco se sabe sobre o início da vida de Barebone. Escrevendo em 2001, Nicholas Tyacke especulou que ele poderia ter sido filho de John Barebone, reitor de Charwelton, por seu casamento com Mary Roper de Daventry, e que ele provavelmente tinha um irmão mais velho chamado Fear-God (que é conhecido por ter sido um poeta menor). Mas essa possibilidade carece de evidências de apoio, porque o registro da paróquia de Charwelton para esse período foi perdido.
As primeiras coisas que se sabe sobre ele é que se tornou um membro da Venerável Companhia dos Vendedores de Couros de Londres em 20 de janeiro de 1623, após um aprendizado de oito ou nove anos. Foi eleito diretor da economia dos vendedores de couro em 1630 e membro pleno de sua respectiva empresa em 13 de outubro de 1634. Em 1630, casou-se com Sarah, com quem mais tarde teve pelo menos um filho, Nicholas Barbon.

## Religião
Em 1632, Barebone havia ingressado na congregação semi-separatista fundada em 1616 por Henry Jacob, mais tarde liderada por John Lathrop e depois, a partir de 1637, por Henry Jessey. Em dezembro de 1641, começou a pregar para o público em sua própria casa, "The Lock and Key", no final da Fleet Street, perto de Fetter Lane. Em 19 de dezembro daquele ano, seu sermão contra os bispos e o Livro de Oração Comum revoltou os aprendizes, que quebraram as janelas do local.
...ele estava pregando em sua casa para cerca de cem ou cento e cinquenta pessoas, 'tanto mulheres quanto homens', quando uma multidão hostil se reuniu do lado de fora e começou a quebrar os vidros das janelas. Um policial chegou e prendeu alguns dos manifestantes, mas a ordem não foi totalmente restaurada até a chegada do lorde prefeito e xerifes.
Alguns da congregação de Barebone foram levados para a prisão de Bridewell, outros para as delegacias, e outros ainda escaparam pelos telhados, enquanto a multidão foi deixada para destruir o painel da fachada de sua loja.
No mês seguinte, mais de cinquenta pessoas, incluindo muitos membros ou ex-membros da igreja de Jessey, foram batizadas por imersão em Londres. Barebone discordou fortemente desses defensores do batismo dos crentes, e em poucas semanas publicou "Um discurso tendendo a provar o batismo ... como a ordenança de Jesus Cristo" (A Discourse Tending to Prove the Baptism... to be the Ordinance of Jesus Christ). A alegação de que o próprio Barebone era um anabatista provavelmente deriva de críticos pós-Restauração. Um segundo trabalho, "Uma resposta à resposta frívola e impertinente de RB" (A Reply to the Frivolous and Impertinent Answer of RB), foi publicado na primavera de 1643. Nos anos seguintes, Barebone esteve envolvido em conflitos com aqueles que controlavam a sacristia de St. Dunstan-in-West, e com Francis Kemp, o advogado contratado por eles. Barebone mais tarde se juntou à seita conhecida como os quintomonarquistas (Fifth Monarchists), conhecidos por seu milenarismo.

## Convocação para a Assembleia Nomeada
Em julho de 1653, Barebone foi convocado para ocupar uma cadeira na Assembleia Nomeada, um órgão criado após a expulsão do Rump Parliament por Oliver Cromwell. A Assembleia, cujos membros foram escolhidos por Cromwell e pelo Conselho do Exército em vez de serem eleitos, logo ficou conhecida como Parlamento de Barebone por seus muitos críticos, Barebone provando ser um provável alvo devido ao seu nome e suas origens aparentemente humildes.
Embora ele nunca tenha sido escolhido para fazer parte da Assembleia do Conselho de Estado, Barebone foi um membro ativo. Participou de um comitê de dízimos criado em 19 de julho de 1653 e também foi um dos primeiros membros do comitê criado em 19 de agosto para estudar a reforma da legislação. No final de julho, foi encarregado de aplacar um grande número de mulheres que estavam se manifestando em Westminster em apoio a John Lilburne.

## Final da carreira
Barebone foi eleito para a Corte do Conselho Comum da cidade de Londres para o ano de 1657 e reeleito até 1660. Após a restauração do Rump Parliament, foi nomeado para o comitê de milícias de Londres sob a Lei de 7 de julho de 1659. Em 1660, Barebone se esforçou para impedir a Restauração da monarquia inglesa. Publicou o livro de Marchamont Nedham, News from Brussels in a Letter from a Near Attendant on His Majesty's Person..., que relatava anedotas desfavoráveis sobre o provável rei da Inglaterra, Carlos II. Juntamente com outros "cidadãos bem afetados" de Londres, ele também apresentou um discurso ao Rump Parliament em fevereiro de 1660, pedindo que eles "usem todos os Esforços possíveis para evitar que os Adversários da Comunidade sejam seus mais perigosos Estratagemas" e, posteriormente, recebeu os agradecimentos da Casa.
Quando o mesmo Parlamento teve seus membros afastados de 1648 readmitidos, abrindo caminho para a Restauração, fogueiras comemorativas foram acesas em Londres pelos jovens aprendizes, e Barebone "teve pouco a agradecer aos rapazes, pois quebraram todas os vidros das janelas da frente de sua casa". Em julho de 1660, após a Restauração, um tratado monárquico chamado The Picture of the Good Old Cause Drawn to the Life reimprimiu uma petição que ele havia feito em fevereiro pedindo aos membros do Parlamento que negassem o governo a Carlos II ou qualquer outra pessoa.
Como consequência dessas opiniões, Barebone foi preso em 25 de novembro de 1661 e acusado de traição juntamente com James Harrington e Samuel Moyer. Ficou preso na Torre de Londres. Foi libertado em 27 de julho de 1662, após uma petição de sua esposa alegando sua doença. Em 1666, sua residência foi um dos edifícios mais a oeste a serem engolidos pelo Grande incêndio de Londres. Barebone morreu no final de 1679 e foi enterrado em 5 de janeiro de 1680 na paróquia de St. Andrew Holborn.

## Obras
- A Discourse tending to prove ... Baptism ... to be the ordinance of Jesus Christ. As also that the Baptism of Infants is warentable. 1642. O prefácio indica a tolerância religiosa de Barebone.
- A Reply to the Frivolous and Impertinent answer of R.B. and E.B. to the Discourse of P.B.. 1643.
- Good Things to Come. 1675.  Neste Barebone aguarda com expectativa a chegada iminente de Jesus Cristo: "his kingdom and reign shall be outward, and visible on earth... when he shall come the second time, in power and great glory" (p. 10).

## Família
Seu filho mais velho foi o economista Nicholas Barbon.